# Sokolovce
Sokolovce (in ungherese Vágszakaly) è un comune della Slovacchia facente parte del distretto di Piešťany, nella regione di Trnava.